# 제이슨 슈워츠먼
제이슨 슈워츠먼(영어: Jason Schwartzman, 1980년 6월 26일 ~ )은 미국의 배우 겸 음악가이다. 과거 록 밴드 팬텀 플래닛의 구성원이었다.

## 출연 작품
- 맥스군 사랑에 빠지다 (1988) - 맥스 피셔 역
- 슬랙커즈 (2002)
- 스펀 (2022)
- 시몬 (2002)
- 아이 하트 헉커비스 (2004)
- 그녀는 요술쟁이 (2005)
- 마리 앙투아네트 (2006) - 루이 16세 역
- 호텔 슈발리에 (2007, 단편) - 잭 위트먼 역
- 다즐링 주식회사 (2007) - 잭 위트먼 역
- 퍼니 피플 (2009)
- 판타스틱 Mr. 폭스 (2009) - 애쉬 폭스 역 (목소리)
- 스콧 필그림 (2010) - 기디온 그레이브스 역
- 문라이즈 킹덤 (2010) - 벤 역
- 그랜드 부다페스트 호텔 (2014) - M. 진 역
- 빅 아이즈 (2014) - 루벤 역
- 어 베리 머리 크리스마스 (2015)
- 클라우스 (2019) - 제스퍼 역 (목소리)
- 프렌치 디스패치 (2021) - 헤르메스 존스 역
- 헝거 게임: 노래하는 새와 뱀의 발라드 (2023) - 루크레시우스 "럭키" 피커먼 역
- 스파이더맨: 어크로스 더 스파이더버스 (파트 원) (2023) - 조너선 온 / 스팟 역 (목소리)
- 애스터로이드 시티 (2023) - 오기 스틴벡 / 존스 홀 역